# Домингес, Хосе Давид
Хосе Давид Домингес Гимера (исп. José David Domínguez Guimera; род. 29 июля 1980, Кадис, Андалусия) — испанский легкоатлет, специалист по спортивной ходьбе. Выступал за сборную Испании по лёгкой атлетике в 1999—2010 годах, победитель Кубков мира и Европы в командном зачёте, призёр первенств национального значения, участник двух летних Олимпийских игр.

## Биография
Хосе Давид Домингес родился 29 декабря 1980 года в городе Кадис, автономное сообщество Андалусия.
Впервые заявил о себе в лёгкой атлетике на международном уровне в сезоне 1999 года, когда вошёл в состав испанской национальной сборной и выступил на юниорском европейском первенстве в Риге, где в ходьбе на 10 000 метров выиграл бронзовую медаль.
В 2000 году на Кубке Европы в Айзенхюттенштадте занял 16-е место в личном зачёте 20 км и тем самым помог своим соотечественникам выиграть командный зачёт. Благодаря череде удачных выступлений удостоился права защищать честь страны на летних Олимпийских играх в Сиднее — в ходьбе на 20 км показал результат 1:28:16, расположившись в итоговом протоколе соревнований на 35-й строке.
В 2001 году в дисциплине 20 км взял бронзу на молодёжном европейском первенстве в Амстердаме. Будучи студентом, представлял Испанию на Универсиаде в Пекине, где финишировал шестым.
На Кубке мира 2002 года в Турине закрыл тридцатку сильнейших дистанции 20 км.
В 2003 году на Кубке Европы в Чебоксарах был шестым в личном зачёте 20 км и выиграл командный зачёт.
На последовавшем чемпионате мира в Париже с личным рекордом 1:20:15 пришёл к финишу девятым.
В 2004 году занял 18-е место на Кубке мира в Наумбурге. Принимал участие в Олимпийских играх в Афинах — в ходьбе на 20 км с результатом 1:30:16 финишировал на 37-й позиции.
На Кубке Европы 2005 года в Мишкольце занял 19-е место в личном зачёте 20 км и второе место в командном зачёте.
В 2006 году на Кубке мира в Ла-Корунье показал 38-й результат в личном зачёте 20 км, при этом испанские ходоки вновь оказались лучшими в командном зачёте. Помимо этого, стал пятым в дисциплине 20 000 метров на иберо-американском чемпионате в Понсе.
В 2010 году занял 34-е место на Кубке мира в Чиуауа. На иберо-американском чемпионате в Сан-Фернандо финишировал седьмым на дистанции 20 000 метров и на этом завершил спортивную карьеру.